# PA-150
A PA-150, ou Rodovia Paulo Fonteles, é uma rodovia estadual do Pará, que liga as localidades entre Goianésia do Pará e Marabá.

## Características
A rodovia possui aproximadamente 165 quilômetros de extensão. Foi construída para facilitar o escoamento da produção do sul, sudeste e nordeste do Pará, através do porto de Vila do Conde, integrando todos os municípios por onde passa e adjacências. Em sua inauguração, durante a gestão do governador Jader Barbalho, todas as pontes eram de madeira. Atualmente todas são de concreto, com largura de 8,60 metros, em mão dupla.
Denominada rodovia Paulo Fonteles, a PA-150 liga os municípios de Goianésia a Marabá. Começa no entroncamento da PA-475 com a PA-263, e passa pelos municípios de Goianésia do Pará, Jacundá, Nova Ipixuna até chegar em Marabá. A PA-150 por muito tempo foi considerada a estrada-tronco do Pará porque formou um importante eixo de integração com outras rodovias, como a BR-155/BR-158 (Marabá/Redenção/Santana do Araguaia), na divisa com o estado do Mato Grosso; BR-222 (Marabá/Dom Eliseu), no entroncamento com a BR-010 (Belém-Brasília), e; a BR-153 (Marabá a São Geraldo do Araguaia), na divisa com o Tocantins.
Além disso, a PA-150 proporciona acesso a BR-230, interligando o leste ao oeste do estado, e esta ao restante da região norte e na outra direção a região nordeste brasileira. Também liga-se a Tucuruí, via PA-263, a Tomé-Açu, através das PA-256/475, ao Acará, pelas PA-475/252, a Abaetetuba, via PA/252 e ao Arapari, através da PA-151.

## Nome oficial
A rodovia homenageia Paulo César Fonteles de Lima, conhecido como o advogado-do-mato, foi ligado a grupos políticos comunistas clandestinos. Tornou-se o advogado dos camponeses durante a ditadura brasileira e deputado estadual pautando o problema da terra no sul do Pará. Sempre esteve nas listas de "marcados para morrer", no Pará, tendo seu assassinato efetivado por pistoleiros suspeitos de serem mandados pela União Democrática Ruralista (UDR).